# Rhododendron floccigerum
Rhododendron floccigerum är en ljungväxtart som beskrevs av Adrien René Franchet. Rhododendron floccigerum ingår i släktet rododendron, och familjen ljungväxter. Inga underarter finns listade i Catalogue of Life.